# 吉祥寺 (西条市)
吉祥寺（きちじょうじ）は、愛媛県西条市にある真言宗東寺派の寺院である。密教山（みっきょうざん）、胎蔵院（たいぞういん）と号す。本尊は毘沙門天（当寺では「毘沙聞天」と表記）。四国八十八箇所第六十三番札所。毘沙門天を本尊とするのは、四国八十八ヶ所では当寺のみである。
- 本尊真言：おん べいしら まんだや そわか
- ご詠歌：身の中（うち）の悪（あ）しき悲報を打ちすてて　みな吉祥（きちじょう）を 望み祈れよ
- 納経印：当寺本尊（四国八十八ヶ所六十三番、四国(東予)七福神）

## 沿革
寺伝によれば弘仁年間（810年 – 823年）に空海（弘法大師）が光を放つ檜から毘沙門天・吉祥天・善賦師童子を刻み、安置したのが起源といわれる。
そのころの寺は、現在地より南東にあたる坂元川谷間の山中の現在は吉祥寺藪と呼ばれている箇所にあり、塔頭を21坊も有するようになっていたが、豊臣秀吉の四国征伐の際、天正13年（1585年）に小早川隆景が高尾城を攻めたとき、その山中にあった当寺も兵に放火され、全山焼失した。本尊は助けだされ麓の大師堂のあったところに移されていたが、万治2年（1659年）に塔頭の檜木寺（かいぼくでら)と合併して現在の地に再建された。
昭和51年(1976年)、当時の住職が発起して周辺の札所にて「四国東予七福神霊場」を開創した。開創に至っては周辺の七福神が奉安されている寺院にて江戸時代末期ごろから信仰があった為である。なお、四国東予七福神霊場の専用納経色紙は当寺にて1枚1,000円にて授与している。
なお、インドのVaiśravaṇaにあたる尊格は、日本では漢訳経典（不空訳『毘沙門天王経』など）に基づき「毘沙門天」と表記するのが普通だが、当寺では毘沙門天の別名、多聞天の聞の字を充て「毘沙聞天」としている。

## 境内
- 山門

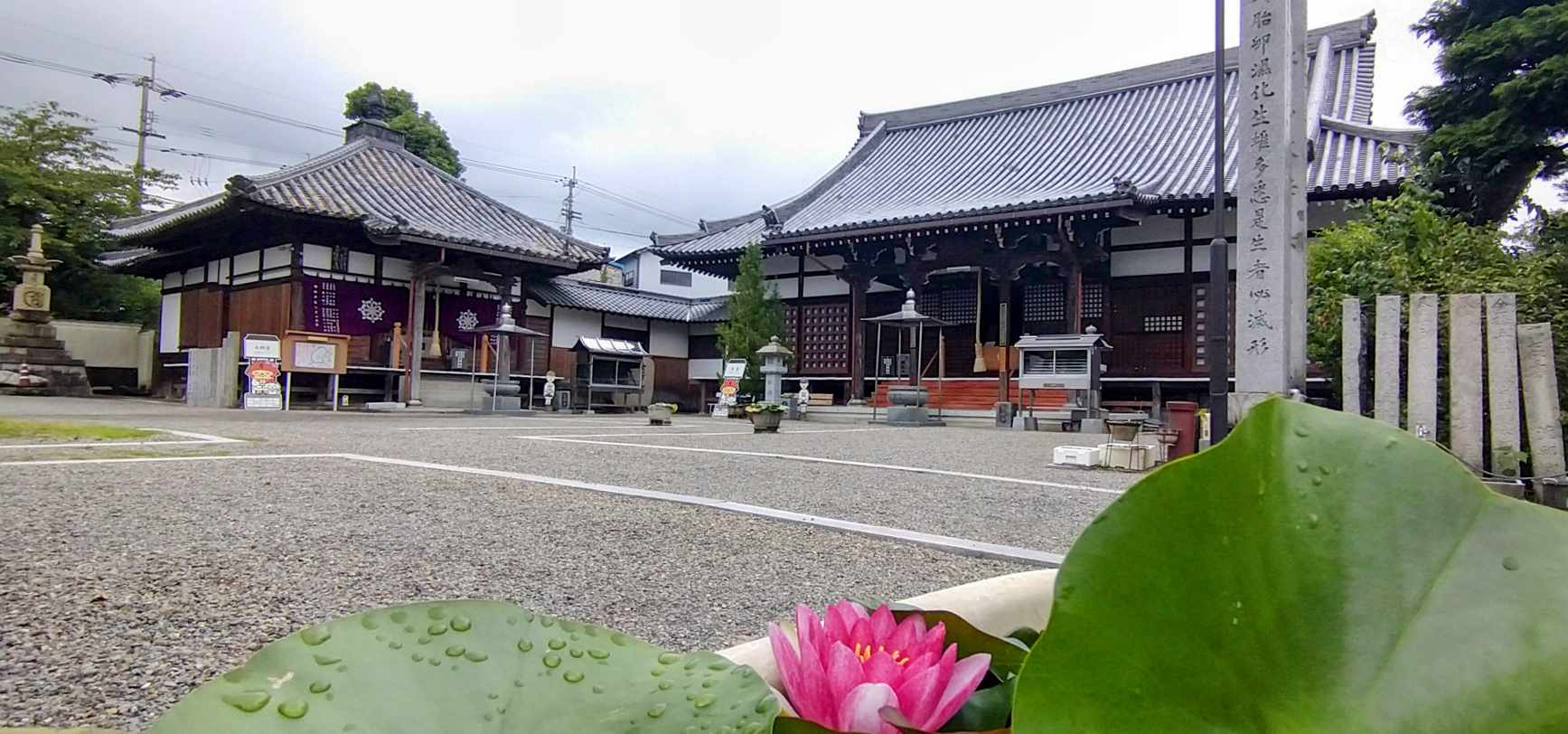
大師堂（左）と本堂

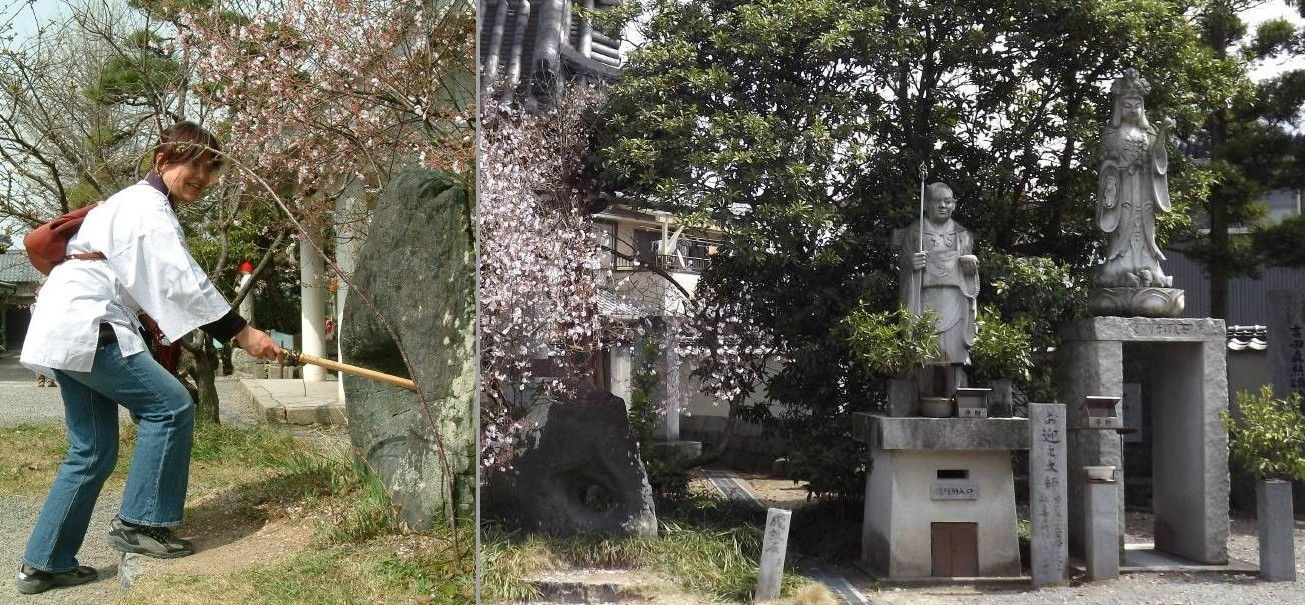
成就石(左)、くぐり吉祥天女(きちじょうてんにょ・右)

- 本堂：本尊・毘沙聞天坐像は60年に一度開帳の秘仏で次回は西暦2038年。本尊前仏（毘沙聞天王・吉祥天女・禅尼師童子）を開帳し毘沙聞天王増益護摩法を、また雙身敬愛天浴油法（毘沙聞天浴油法）を厳修している。2023年修復された。
- 大師堂

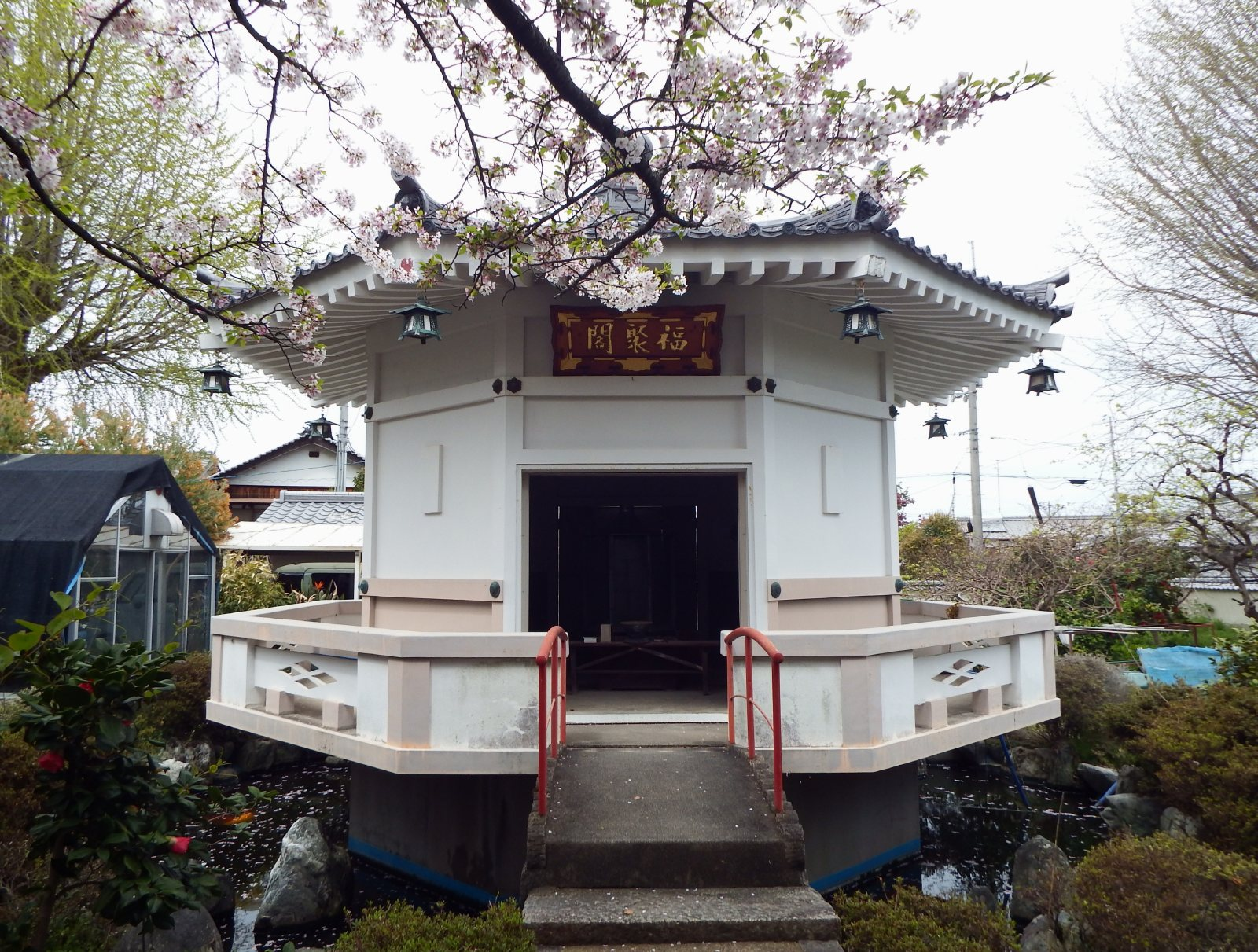
吉祥寺　福聚閣

- 福聚閣：七福神のうち寺本尊の毘沙聞天を除く六神を祀る。
- 鐘楼
- 庫裏
- くぐり吉祥天女：この像の下をくぐると、あらゆる貧困を取り除き、富貴財宝を授かると伝わる。
- 成就石：本堂付近から目を閉じて金剛杖を持って石が置いてある場所まで歩いて行き、石に開いてある穴（直径約30 cm）に金剛杖を突き通すと願いが叶うと伝わる。
- 句碑：松尾芭蕉「婦留池や蛙飛びこむ水能音」が成就石の後ろにあり、吉田真照「有難や美阿登慕うて二十五歳」がその右にある。

山門を入って左側に鐘楼、手水場があり、少し進んで右に庫裏と納経所、左に本堂、その左に大師堂である。
- 宿坊：なし
- 駐車場：なし。付近に民営駐車場あり 普通車：300円（1時間）。

## 寺宝
- マリア観音像 - 純白の高麗焼の像、高さ約30 cm、長宗我部元親が救出したスペイン船長より託されたとされる。
- 黒漆塗梅唐草金銀蒔絵女乗物 - 江戸時代、高鍋藩主秋月種徳女照子（潤性院）が小松藩主一柳頼親へ輿入れの際に乗った女乗物（身分の高い女性用の駕籠）。2015年1月3日公開された。

## 交通案内
鉄道

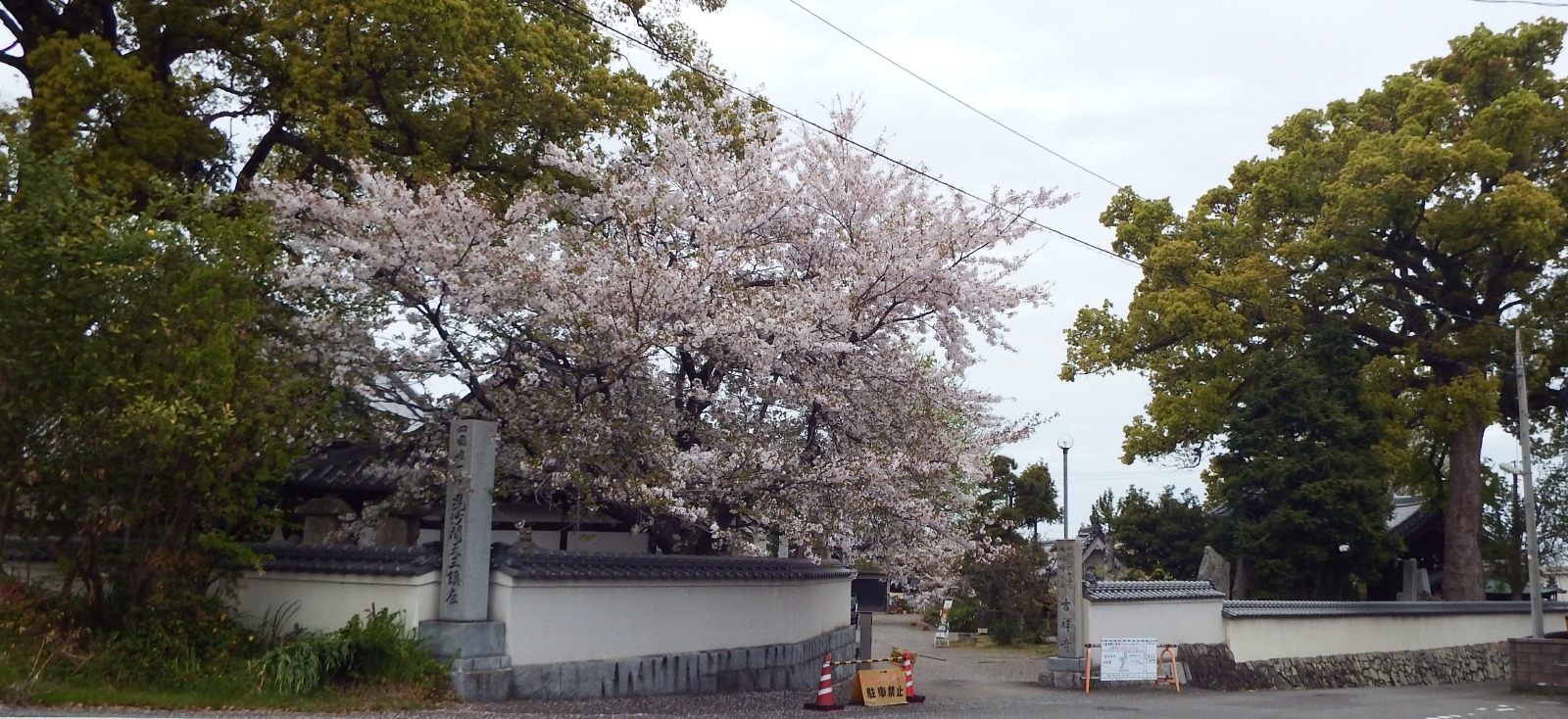
外観

- 四国旅客鉄道（JR四国） 予讃線 – 伊予氷見駅 下車 (0.2 km)

バス
- せとうちバス 新居浜行きほか「氷見」下車 (0.1 km)

道路
- 一般道：国道11号 朝日町 (0.1 km)
- 自動車道：松山自動車道 いよ小松IC (6.2 km)

## 奥の院
芝之井（御加持水）
空海（弘法大師）の御加持水と伝わる。

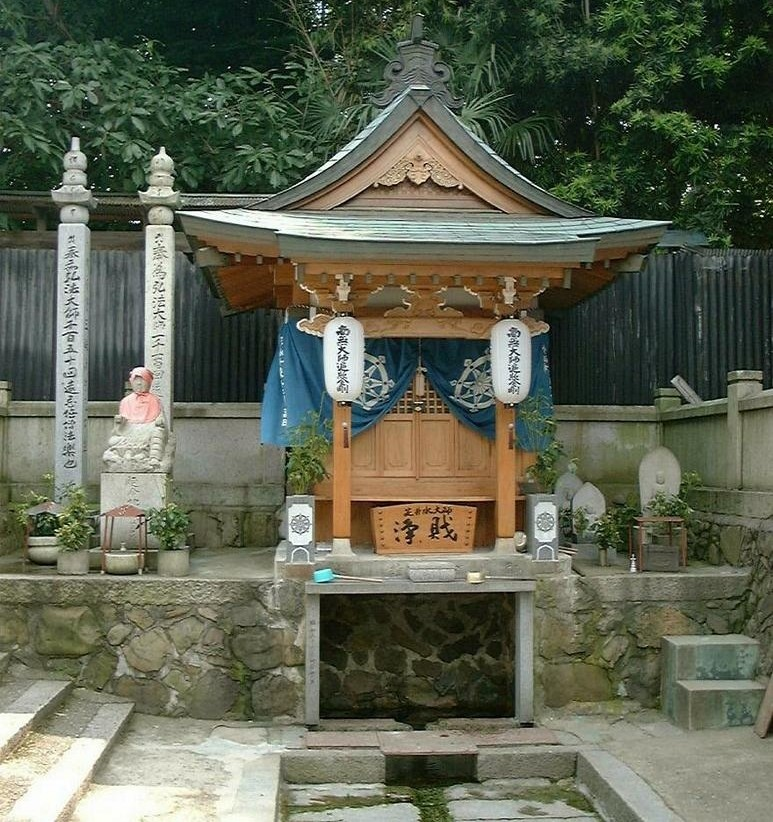
芝之井

- 所在地：愛媛県西条市氷見新町 （芝之井御加持水）

## 前後の札所
四国八十八ヶ所
62 宝寿寺 --(1.3 km)--  63 吉祥寺 --(3.0 km)-- 64 前神寺